# Sacramento
Sacramento [ˌsækɹəˈmɛntoʊ] ist die Hauptstadt des US-Bundesstaates Kalifornien. Die Stadt liegt im Zentrum des Sacramento Valley, an der Mündung des American River in den Sacramento River und hat 524.943 Einwohner (2020, U.S. Census Bureau).

## Geschichte
Ab 1839 war das Gebiet Teil von Neu-Helvetien, einer Privatkolonie, die der Schweizer Einwanderer Johann August Sutter mit der Erlaubnis der mexikanischen Verwaltung gründete. An der Mündung des American Rivers in den Sacramento River legte er Fort Sutter an, aus dem die Stadt hervorging. Nach dem Mexikanisch-Amerikanischen Krieg von 1846/48 wurde ganz Kalifornien amerikanisch. 1848 brach Sutters Kolonie unter dem Druck des kalifornischen Goldrausches zusammen. Infolge des Goldrausches ist die Siedlung Sacramento als Goldgräbersiedlung an der Mündung des American River in den Sacramento River entstanden. In dieser Zeit kamen die Goldsucher mit dem Schiff hierher, um dann zu Fuß zu suchen.
Bereits 1850 wurde Sacramento zur Stadt erklärt, 1854 zur Hauptstadt des Bundesstaats Kalifornien. Nachdem 1856 die erste Eisenbahn eröffnet worden war, wuchs Sacramento zu einem Handelszentrum heran und wurde schnell als Boomtown on the River bekannt. Das weithin sichtbare State Capitol entstand zwischen 1861 und 1869, und durch den Bau eines Kanals im Jahre 1963 wurde die Schifffahrt erheblich erleichtert. 1964 wurde der Vorort North Sacramento eingemeindet. Sacramento ist bekannt für die Textil- und Lebensmittelindustrie.

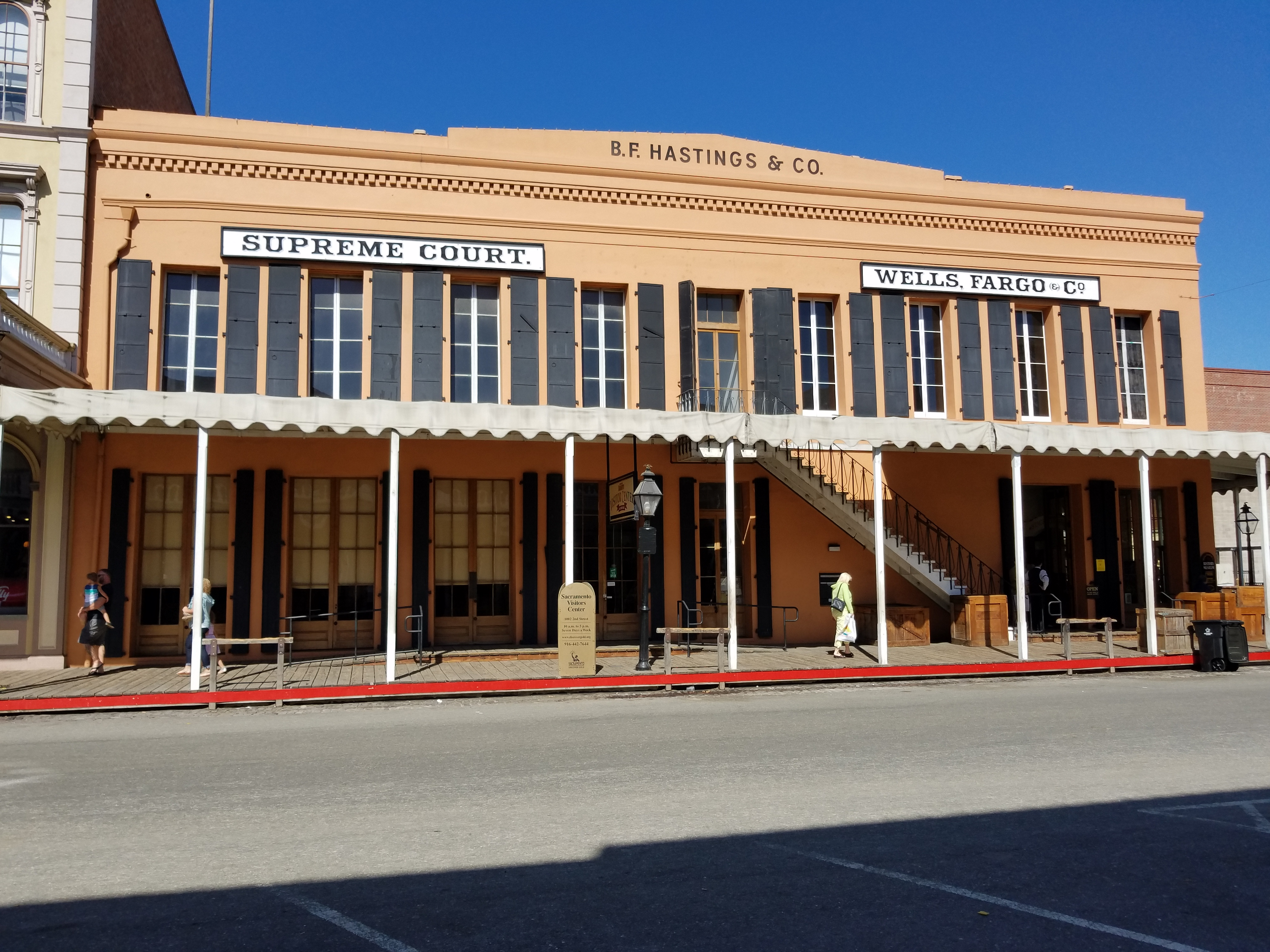
Pony Express Terminal (2016). Dieses Bauwerk ist seit Oktober 1966 im National Register of Historic Places („Nationales Verzeichnis historischer Orte“; NRHP) eingetragen.

Fünf Orte in Sacramento haben den Status einer National Historic Landmark, darunter der Pony Express Terminal und der Old Sacramento Historic District. 65 Bauwerke und Stätten der Stadt sind im National Register of Historic Places (NRHP) eingetragen (Stand 31. Oktober 2018).

## Klima
Obwohl die Stadt nur 120 Kilometer von der Küste des Pazifiks entfernt liegt, ist es im Hochsommer oft sehr heiß. Die geringe Luftfeuchtigkeit und der Wind, der in der Nacht kühle Luft von der San Francisco Bay heranführt, machen den Aufenthalt jedoch erträglich. Im Raum Sacramento herrscht ein mediterranes Klima vor mit milden, meist feuchten Wintern und warmen trockenen Sommern.
|                       | Jan  | Feb  | Mär  | Apr  | Mai  | Jun  | Jul  | Aug  | Sep  | Okt  | Nov  | Dez  |   |       |
| Mittl. Tagesmax. (°C) | 11,5 | 15,6 | 17,8 | 21,7 | 26,8 | 31,0 | 34,0 | 33,4 | 30,7 | 25,5 | 17,3 | 11,5 | ⌀ | 23,1  |
| Mittl. Tagesmin. (°C) | 3,2  | 5,2  | 6,2  | 7,5  | 10,2 | 12,9 | 14,5 | 14,4 | 13,2 | 10,2 | 6,3  | 3,2  | ⌀ | 8,9   |
|                       |      |      |      |      |      |      |      |      |      |      |      |      |   |       |
| Niederschlag (mm)     | 94,7 | 72,9 | 65,3 | 29,5 | 6,9  | 3,0  | 1,3  | 1,8  | 9,4  | 27,4 | 69,1 | 63,8 | Σ | 445,1 |
|                       |      |      |      |      |      |      |      |      |      |      |      |      |   |       |
| Sonnenstunden (h/d)   | 4,7  | 7,1  | 9,0  | 11,0 | 13,1 | 14,0 | 14,2 | 13,1 | 11,6 | 9,6  | 6,5  | 4,5  | ⌀ | 9,9   |
|                       |      |      |      |      |      |      |      |      |      |      |      |      |   |       |
| Regentage (d)         | 7,3  | 6,8  | 7,2  | 4,0  | 1,2  | 0,7  | 0,2  | 0,4  | 1,3  | 2,6  | 6,3  | 6,7  | Σ | 44,7  |
|                       |      |      |      |      |      |      |      |      |      |      |      |      |   |       |
| Luftfeuchtigkeit (%)  | 83   | 77   | 72   | 65   | 59   | 55   | 53   | 56   | 57   | 63   | 76   | 83   | ⌀ | 66,5  |

| 3,2 |

| 5,2 |

| 6,2 |

| 7,5 |

| 10,2 |

| 12,9 |

| 14,5 |

| 14,4 |

| 13,2 |

| 10,2 |

| 6,3 |

| 3,2 |

| 3,2 |

| 5,2 |

| 6,2 |

| 7,5 |

| 10,2 |

| 12,9 |

| 14,5 |

| 14,4 |

| 13,2 |

| 10,2 |

| 6,3 |

| 3,2 |

## Naturereignisse
Aufgrund seiner geographischen Lage nahe der San-Andreas-Verwerfung, wo zwei tektonische Platten aneinanderstoßen, ist Sacramento immer wieder von Erdbeben betroffen.

## Einwohnerentwicklung
| Jahr | Einwohner¹ |
| ---- | ---------- |
| 1950 | 137.572    |
| 1960 | 191.667    |
| 1970 | 257.105    |
| 1980 | 275.741    |
| 1990 | 369.365    |
| 2000 | 406.606    |
| 2010 | 466.488    |
| 2020 | 524.943    |

¹ 1950–2020: Volkszählungsergebnisse;

## Demografie
Die Bevölkerung bestand laut dem Zensus von 2020 zu 32,3 Prozent aus Weißen und zu 13,2 Prozent aus Afroamerikanern; 18,9 Prozent waren asiatischer Herkunft. 28,9 Prozent der Bevölkerung waren Hispanics. Der Median des Einkommens je Haushalt lag in der Zeitspanne von 2015 bis 2019 bei 62.335 US-Dollar, 16,6 Prozent der Bevölkerung lebten unterhalb der Armutsgrenze.

## Kultur und Sehenswürdigkeiten

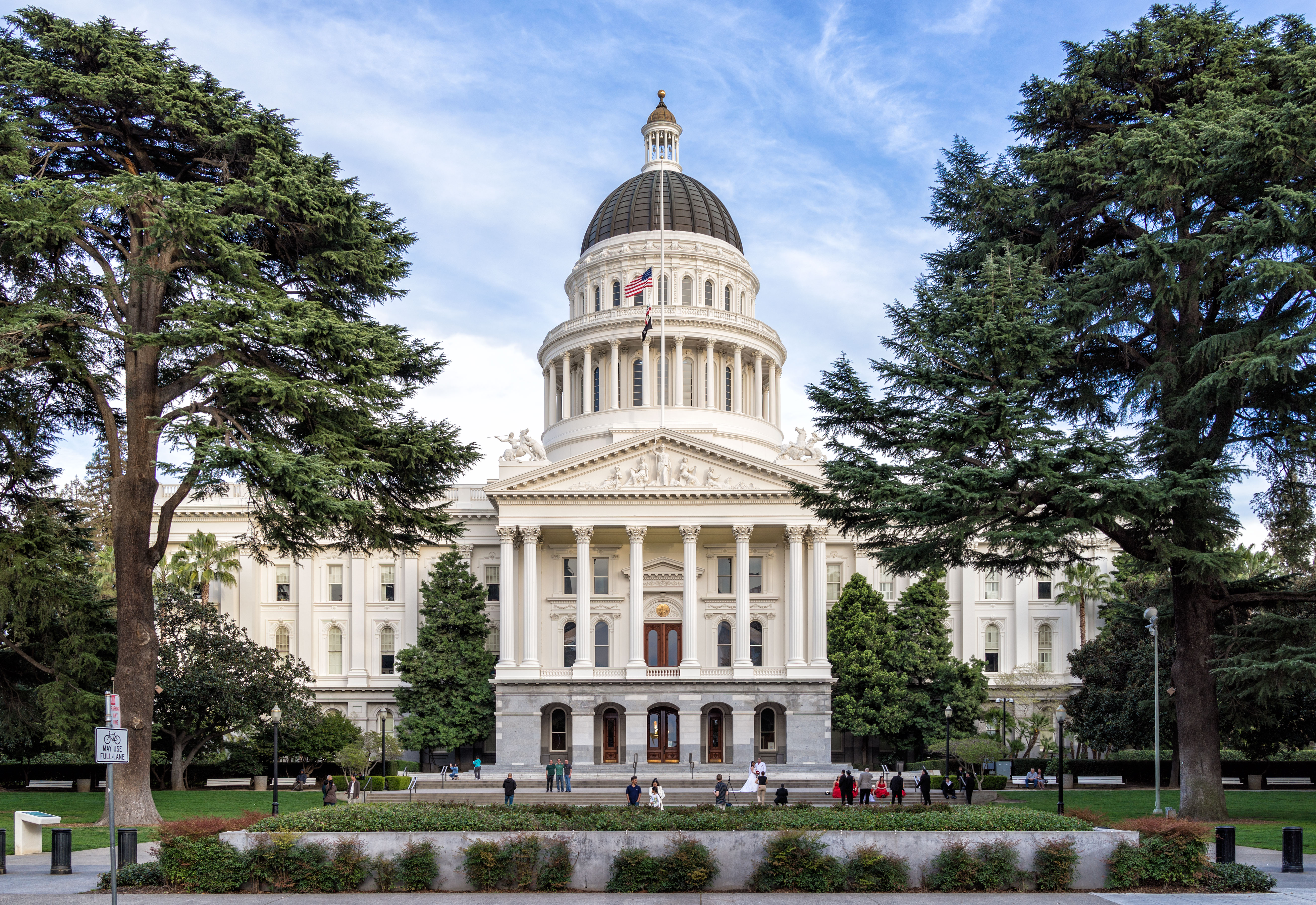
Kapitol in Sacramento

Sacramento ist seit 1947 Sitz der kalifornischen Staatsbibliothek. Sehenswert sind das Pioniermuseum Fort Sutter und das Kalifornische Eisenbahnmuseum, eines der besten Eisenbahnmuseen der USA. Das Museum ist in der sogenannten „Old Town“ gelegen, einem nachgebauten Teil der Stadt aus dem 19. Jahrhundert. Weitere Sehenswürdigkeiten sind das California State Fair Grounds (Cal Expo) am American River, die Sleep Train Arena (ehemalige Heimspielstätte des NBA-Teams Sacramento Kings) etwas außerhalb direkt an der Interstate 5 in der Nähe des Flughafens gelegen und Sacramentos Zoo nahe der Innenstadt.
Angesichts einer ausgeprägten Musikszene und mit der Stadt assoziierten Bands wie den Deftones, Papa Roach und Far gilt Sacramento ferner auch als Wiege des Nu Metal. 1972 wurde die Stadt durch Middle of the Road in einem Lied musikalisch verewigt.
Eine lebensgroße, bemalte Bronze mit dem Titel Balancing Act Too (1993), des Künstlers Anthony Natsoulas steht seit 2015 auf der Plaza Cervantes in Sacramento.

## Wirtschaft und Infrastruktur
Die Metropolregion von Sacramento erbrachte 2016 eine Wirtschaftsleistung von 112,2 Milliarden US-Dollar.
Wirtschaftliche Bedeutung besitzen der Obstanbau, Konserven-, Maschinen-, Automobil-, Holz- und Nahrungsmittelindustrie.

## Verkehr
Sacramento hat Anbindung an die Interstate 80 und die Interstate 5 und liegt etwa 140 km nordöstlich von San Francisco, 200 km südwestlich von Reno, und 550 km nördlich von Los Angeles.

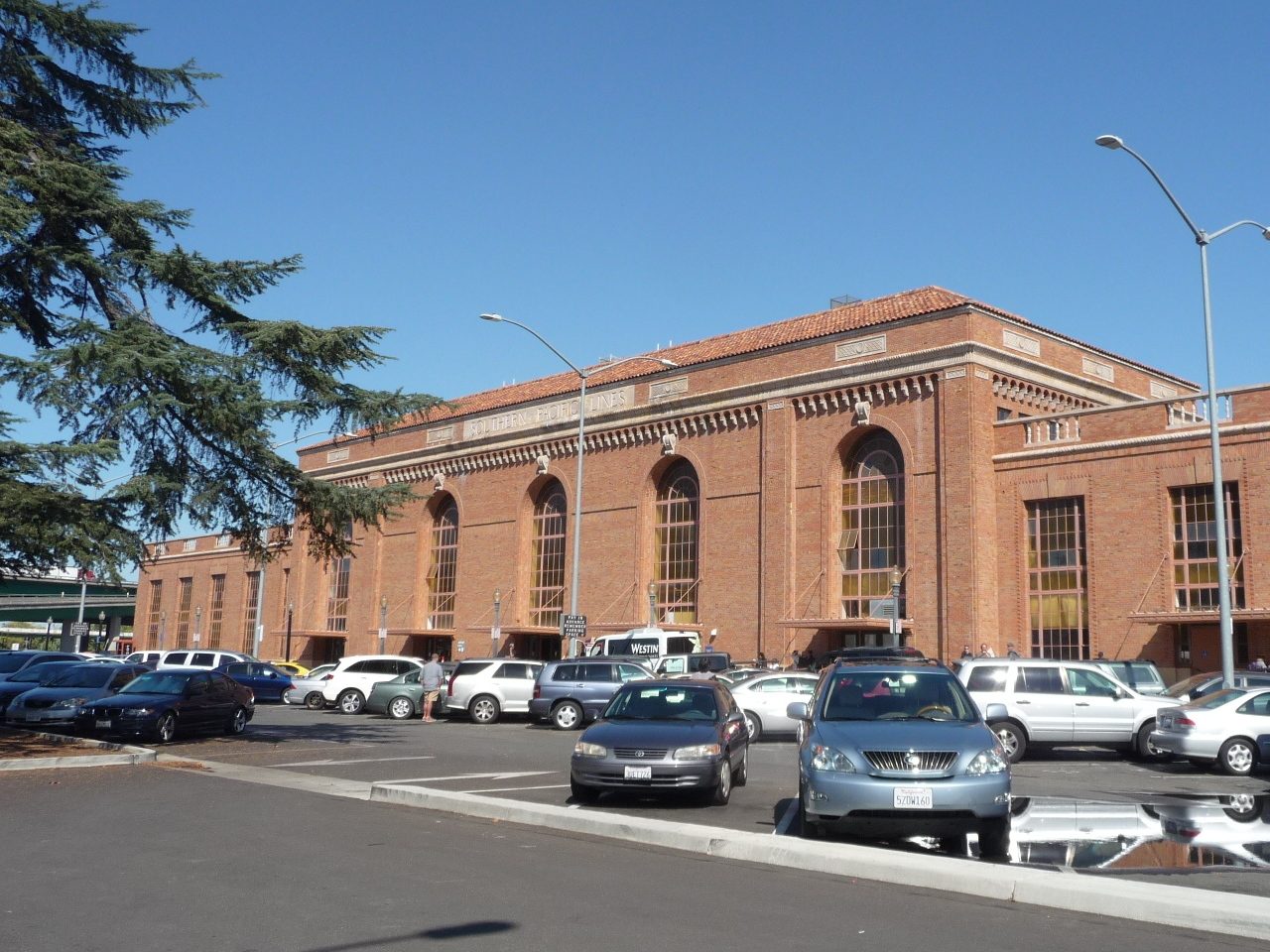
Der Bahnhof Sacramento Valley

Der Bahnhof Sacramento Valley befindet sich in der Nähe der historischen Altstadt von Sacramento und ist der siebtverkehrsreichste Bahnhof der USA. Amtrak California betreibt die in Sacramento haltenden Nahverkehrszüge Capitol Corridor (San Francisco Bay Area-Auburn) und San Joaquin. Die großen Fernverkehrszüge von Amtrak, Coast Starlight (Seattle-Los Angeles) und California Zephyr (San Francisco Bay-Chicago), halten hier ebenfalls. Angeschlossen wird der Bahnhof durch die Gold Line der Light-Rail (Straßenbahn). Der Bahnhof soll der nördliche Endpunkt der im Bau befindlichen California High-Speed Rail Hochgeschwindigkeitsstrecke werden.
Eine wichtige Stütze des innerstädtischen Nahverkehrs, ist die Light-Rail-Straßenbahn.
Der Hafen von Sacramento ist über einen Tiefwasserkanal mit dem Sacramento River verbunden, wodurch eine schiffbare Verbindung zur Bucht von San Francisco besteht.
Sacramento verfügt über zwei Flughäfen, den Flughafen Sacramento im Nordwesten der Stadt und den Flughafen Sacramento Mather, einem ehemaligen Luftwaffenstützpunkt, am südöstlichen Stadtrand.

## Bildung
In Sacramento befindet sich die California State University, Sacramento.

## Sportvereine

Logo der Sacramento Kings

- Sacramento Gold Miners (Canadian Football League)
- Sacramento Kings (NBA)
- Sacramento Rivercats (MILB)
- Sacramento Knights (NPSL)
- Sacramento Mountain Lions (UFL)
- Sacramento Republic (USL)

## Städtepartnerschaften
- Chișinău, Moldau
- Hamilton, Neuseeland
- Jinan, Volksrepublik China
- Liestal, Schweiz
- Manila, Philippinen
- Matsuyama, Japan
- Yongsan-gu (Bezirk im Zentrum von Seoul), Südkorea
- Bethlehem,  Palästinensische Autonomiegebiete, seit 2009

## Sonstiges
- Sacramento ist eine der exemplarisch ausgewählten US-Städte in Ken Burns’ Dokumentarreihe The War über den Zweiten Weltkrieg.
- Die Bands Deftones, Groovie Ghoulies, Hoods, Oleander, Tesla, Cake, Middle Class Rut und Dance Gavin Dance wurden in Sacramento gegründet.